# Збірна Литви з баскетболу
Збірна Литви з баскетболу (лит. Lietuvos nacionalinė vyrų krepšinio rinktinė) — національна баскетбольна команда, що представляє Литву на міжнародній баскетбольній арені, у змаганнях ФІБА. Одна з найуспішніших збірних у світі: Литва брала участь у п'яти Олімпійських іграх і завоювала три бронзові медалі. Керівним органом збірної виступає Литовська федерація баскетболу.
Попри невеликий розмір країни (близько 2,9 млн осіб), відданість литовців цій грі зробила їхню збірну значною силою на європейській баскетбольній арені.
Збірна Литви виграла два передвоєнні чемпіонати Європи: 1937 і 1939 років. До цих перемог збірну привів Пранас Лубінас (Франк Любін), який допоміг популяризувати баскетбол у країні. Лубінаса називають «Дідусем Литовського баскетболу».
З 1940 по 1990 рік анексована Литва входила до складу СРСР, велику кількість гравців збірної Радянського Союзу становили гравці литовської школи баскетболу. На Олімпійських іграх 1988 золоті медалі у складі збірної СРСР виграли 4 литовці: Вальдемарас Хомічюс, Арвідас Сабоніс, Рімас Куртінайтіс, Шарунас Марчюльоніс.
З 1992 року збірна Литви виступає самостійно. У 2003 році виграла чемпіонат Європи. У 2011 році Литва приймала чемпіонат Європи з баскетболу.

## Історія

### Міжвоєнний період (1920–1940)

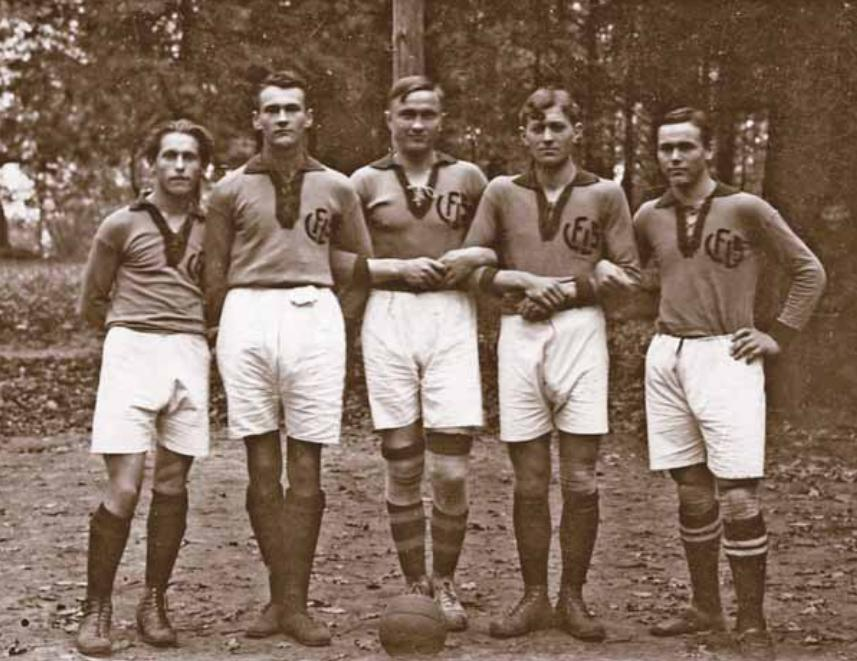
Lietuvos Fizinio Lavinimo Sąjunga (LFLS) мав одну із найперших чоловічих баскетбольних команд у Литві, 1923 рік.

Баскетбол прийшов у Литву з Німеччини опосередковано через нетбол, у якому менший м'яч і немає скляних бортів. 1919 року литовські спортсменки почали організовуватись і в 1920-1921 роках вони почали грати в цю гру перед глядачами. Той факт, що першими почали грати жінки, не давав баскетболу набути загальної популярності до 1930-х років, оскільки гру вважали жіночою. Тим часом, 1922 року Кароліс Дінейка видав книгу Krepšiasvydis vyrams (укр. "Баскетбол для чоловіків"), а 1926 року льотчик Стяпонас Дарюс, який згодом стане відомим завдяки трансатлантичному перельоту, опублікував перші баскетбольні правила в Литві.
Попри те, що найпершими баскетболістами в Литві були жінки, першу офіційну гру зіграли чоловіки. Вона відбулася 23 квітня 1922 року коли Lietuvos Fizinio Lavinimo Sąjunga (укр. Литовський союз фізичної освіти) зіграв гру проти команди Каунаса, в якій переміг з рахунком 8–6. Цей день вважають початком баскетболу в Литві. Тогочасна преса так описувала матч: "Гра була дуже цікавою й справила приємне враження на глядачів. Глядачі були так зачаровані грою, що вони відчували, що живуть в досить культурній країні спостерігаючи за швидкими і радісними гравцями. <...> Глядачі сердешно радувались грі чудових баскетболістів і аплодували після кожного кидка і пасу у виконанні Стяпонаса Дарюса і Віктораса Дінейки. <...> Гра у krepšiasvydis (баскетбол), яку вперше організували в Литві, принесла сподівання, що в майбутньому ця гра приведе наших спортсменів до більших досягнень". Два роки по тому було організовано перший чоловічий баскетбольний турнір в Литві, у якому брали участь дві команди з LFLS і одна з Lietuvos Dviračių Sąjunga (укр. Союз литовських велосипедистів), а також організовано курси для баскетбольних арбітрів. До першого класу вступили зокрема Єлена Гарбачяускене і Стяпонас Дарюс. 
Від 1926 до 1933 року популярність баскетболу дещо зменшилась і він опинився в тіні футболу. У баскетбол грали влітку, оскільки не існувало придатних для гри приміщень, і в нього грали здебільшого представники інших видів спорту, не приділяючи достатньої уваги саме баскетболу. Кількість матчів зменшилась і національний чемпіонат від 1929 до 1932 року навіть не проводився. Ситуація почала змінюватися 10 жовтня 1934 року, коли відкрився Палац фізичної культури в Каунасі. Будівля мала просторий зал на 200 місць, побудований спеціально під теніс. Щоб покращити зчепленість тенісистів з кортом, проклали спеціальне коркове покриття, яке коштувало більш як 30 000 литів (понад $5,000). Зал підходив і для баскетболу і перша гра в ньому відбулась 16 листопада 1934 року. Невдовзі він став центром баскетбольних змагань. 

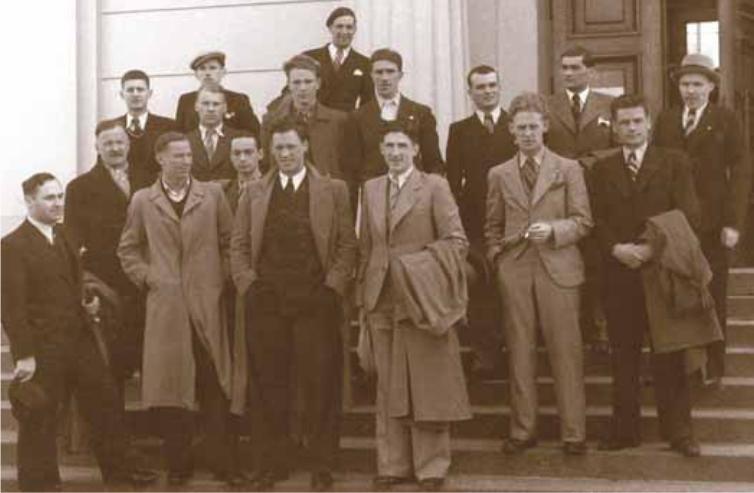
Національна збірна Литви з баскетболу, гравці та керівництво команди, 1937 рік.

1935 року литовсько-американські баскетбольні тренери (Б. Будрікас, Юозас Кнажас, Феліскас Кряучунас і Константінас Савіцкас) прибули в Каунас як учасники Світового конгресу литовців. Кряучунас і Савіцкас залишилися в Литві й почали навчати баскетбольних секретів литовців. Один рік по тому баскетбол став олімпійським видом спорту на літніх Олімпійських іграх 1936 у Берліні. Один із золотих медалістів, Френк Любін, мав литовське коріння і представники Литви запросили його відвідати країну. Під литовським ім'ям Пранас Любінас він провів там п'ять місяців як найперший тренер-спеціаліст і навчив місцевих гравців різних нових для них прийомів. Того самого року Литва подала заявку на вступ до ФІБА і взяла участь у міжнародних змаганнях з баскетболу. 1937 року Литва зіграла гру проти своїх сусідів збірної Латвії, однією з найсильніших команд того часу. Литва поступилась 29–41, але це був значний прогрес в порівнянні з результатом попередньої гри 10–123. Вмотивована цим результатом Литва вирішила взяти участь у турнірі Євробаскет 1937, прийнявши запрошення Баскетбольної асоціації Латвії, яка як чинний чемпіон приймала турнір у себе в Ризі.
— Константінас Савіцкас описує свої перші спроби покращити баскетбол у Литві.

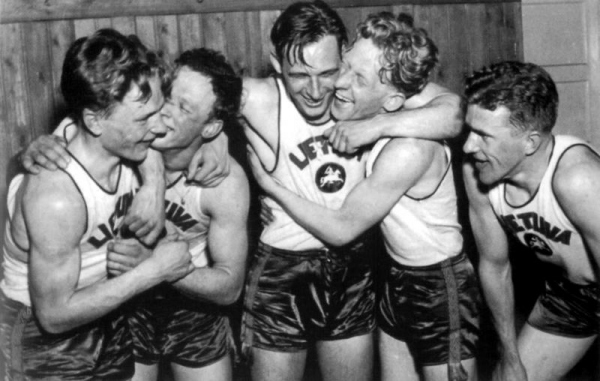
Литовці після перемоги над збірною Італії на Євробаскеті 1937.

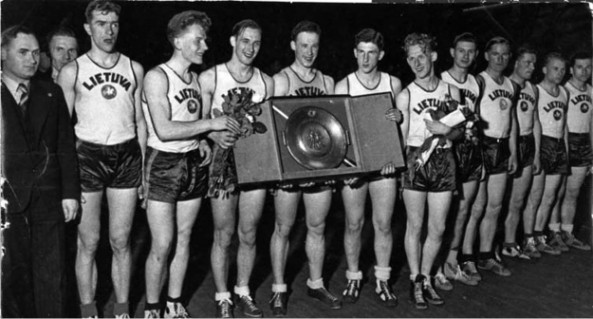
Литовці тримають трофей Євробаскету 1937.

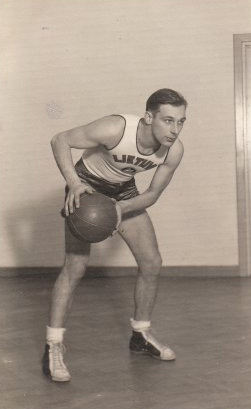
Феліксас Кряучюнас - один із найпомітніших баскетбольних діячів у міжвоєнній Литві.

Підготування до Євробаскету 1937 розпочалися повільно, гравці тренувалися лише по 4 години на тиждень. Спочатку вони вирішали, що збірна не буде мати в своєму складі жодного американського литовця; однак вони змінили своє рішення лише за місяць до чемпіонату, коли латвійська газета надрукувала велику статтю про другий чемпіонат Європи, в якій розглядала Литву як найслабшу з учасниць. Литовський гравець Леонас Балтрунас був шокований статтею і разом із журналістом Йонасом Нарбутасом використав її перекладену версію, щоб переконати Вітаутаса Аугустаускаса включити до складу американських литовців. До США відіслали телеграму і за місяць до початку звідти прибули двоє гравців - Пранас Талзунас і Феликсас і Феліскас Кряучунас, який виступав у ролі тренера, що грає. Щоб зберегти в секреті участь американських литовців, було скасовано всі підготовчі матчі, а тренувальні збори проходили за зачиненими дверима. Національна збірна проходила не лише технічну підготовку, але й фізичну. Навіть після того, як про підсилення стало відомо громадськості, суперники були налаштовані скептично. Талзунас пізніше згадував про своє відчуття, що суперники не сприймають його і  Кряучунаса за якісних гравців, оскільки "кожен думав, що якісний гравець має бути високим, піднімати свої руки і класти м'яч у кошик.".
Їхні зусилля не були даремними - литовці вперше стали чемпіонами Європи, перемігши всіх своїх суперників, а Танзунаса вибрали найціннішим гравцем Євробаскета. Після перемоги у фіналі над збірною Італії знаменитий литовський тенор Кіпрас Петраускас навіть перервав свій виступ у Державному театрі, щоб радісно оголосити про тріумф національної збірної з баскетболу. Тоді глядачі встали зі своїх місць і разом заспівали гімн Литви. Команду зустрічав тисячний натовп на залізничному вокзалі. Кряучунас навіть прокоментував "Нас вітали як в Америці вітають перезидента". Після цього баскетбол швидко набув популярності, особливо серед студентів. Команди гімназистів майже зі всіх повітів змагалися в студентських іграх, команди об'єднувалися у фірми, а баскетбольні майданчики з'являлися по всій країні. За словами майбутнього гравця Степаса Бутаутаса, "У кожному дворі кільця робили з діжкових обручів. Діти і підлітки кидали м'ячі в них, інші - навіть панчохи набиті ганчірками. Наш шкільний вчитель побудував дві стійки, зробив кільця з вільхи і сказав: 'Ми гратимемо в баскетбол'." Майбутній тренер збірної Владас Гарастас додавав: "коли ми були дітьми, то робили кільце з діжкового обруча. Ми не мали м'яча й робили його з трави, або зі всього, що потрапить під руку".

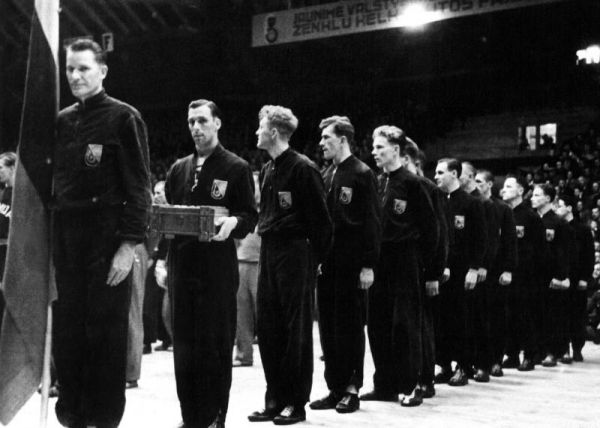
Національна збірна Литви під час Євробаскету 1939. Пранас Любінас тримає прапор Литви.

Литва здобула право приймати Євробаскет 1939. Крім того, вперше в Європі спеціально під баскетбол побудували арену Спортивний зал Каунас. На змаганнях команда переважно складалася з американських литовців: Феліксас Кряучюнас (Чикаго), Юозас Юргела (Чикаго), Вітаутас Будрюнас (Вокіган), Міколас Рузгіс і Пранас Любінас (Глендейл). Внаслідок цього кілька команд навіть подавали протести. Любінас, який виступав у ролі тренера, що грає, привів Литву до другого континентального титулу і навіть забив кидок із сиреною у фінальній грі проти Латвії, який приніс перемогу 37–36.